# 1211 год
1211 (ты́сяча две́сти оди́ннадцатый) год  по юлианскому календарю — невисокосный год, начинающийся в субботу. Это 1211 год нашей эры, 1‑й год 2‑го десятилетия XIII века 2‑го тысячелетия, 2‑й год 1210‑х годов. Он закончился 814 лет назад.
| Пн | Вт | Ср | Чт | Пт | Сб | Вс |
|    |    |    |    |    | 1  | 2  |
| 3  | 4  | 5  | 6  | 7  | 8  | 9  |
| 10 | 11 | 12 | 13 | 14 | 15 | 16 |
| 17 | 18 | 19 | 20 | 21 | 22 | 23 |
| 24 | 25 | 26 | 27 | 28 | 29 | 30 |
| 31 |    |    |    |    |    |    |

| Пн | Вт | Ср | Чт | Пт | Сб | Вс |
|    | 1  | 2  | 3  | 4  | 5  | 6  |
| 7  | 8  | 9  | 10 | 11 | 12 | 13 |
| 14 | 15 | 16 | 17 | 18 | 19 | 20 |
| 21 | 22 | 23 | 24 | 25 | 26 | 27 |
| 28 |    |    |    |    |    |    |

| Пн | Вт | Ср | Чт | Пт | Сб | Вс |
|    | 1  | 2  | 3  | 4  | 5  | 6  |
| 7  | 8  | 9  | 10 | 11 | 12 | 13 |
| 14 | 15 | 16 | 17 | 18 | 19 | 20 |
| 21 | 22 | 23 | 24 | 25 | 26 | 27 |
| 28 | 29 | 30 | 31 |    |    |    |

| Пн | Вт | Ср | Чт | Пт | Сб | Вс |
|    |    |    |    | 1  | 2  | 3  |
| 4  | 5  | 6  | 7  | 8  | 9  | 10 |
| 11 | 12 | 13 | 14 | 15 | 16 | 17 |
| 18 | 19 | 20 | 21 | 22 | 23 | 24 |
| 25 | 26 | 27 | 28 | 29 | 30 |    |

| Пн | Вт | Ср | Чт | Пт | Сб | Вс |
|    |    |    |    |    |    | 1  |
| 2  | 3  | 4  | 5  | 6  | 7  | 8  |
| 9  | 10 | 11 | 12 | 13 | 14 | 15 |
| 16 | 17 | 18 | 19 | 20 | 21 | 22 |
| 23 | 24 | 25 | 26 | 27 | 28 | 29 |
| 30 | 31 |    |    |    |    |    |

| Пн | Вт | Ср | Чт | Пт | Сб | Вс |
|    |    | 1  | 2  | 3  | 4  | 5  |
| 6  | 7  | 8  | 9  | 10 | 11 | 12 |
| 13 | 14 | 15 | 16 | 17 | 18 | 19 |
| 20 | 21 | 22 | 23 | 24 | 25 | 26 |
| 27 | 28 | 29 | 30 |    |    |    |

| Пн | Вт | Ср | Чт | Пт | Сб | Вс |
|    |    |    |    | 1  | 2  | 3  |
| 4  | 5  | 6  | 7  | 8  | 9  | 10 |
| 11 | 12 | 13 | 14 | 15 | 16 | 17 |
| 18 | 19 | 20 | 21 | 22 | 23 | 24 |
| 25 | 26 | 27 | 28 | 29 | 30 | 31 |

| Пн | Вт | Ср | Чт | Пт | Сб | Вс |
| 1  | 2  | 3  | 4  | 5  | 6  | 7  |
| 8  | 9  | 10 | 11 | 12 | 13 | 14 |
| 15 | 16 | 17 | 18 | 19 | 20 | 21 |
| 22 | 23 | 24 | 25 | 26 | 27 | 28 |
| 29 | 30 | 31 |    |    |    |    |

| Пн | Вт | Ср | Чт | Пт | Сб | Вс |
|    |    |    | 1  | 2  | 3  | 4  |
| 5  | 6  | 7  | 8  | 9  | 10 | 11 |
| 12 | 13 | 14 | 15 | 16 | 17 | 18 |
| 19 | 20 | 21 | 22 | 23 | 24 | 25 |
| 26 | 27 | 28 | 29 | 30 |    |    |

| Пн | Вт | Ср | Чт | Пт | Сб | Вс |
|    |    |    |    |    | 1  | 2  |
| 3  | 4  | 5  | 6  | 7  | 8  | 9  |
| 10 | 11 | 12 | 13 | 14 | 15 | 16 |
| 17 | 18 | 19 | 20 | 21 | 22 | 23 |
| 24 | 25 | 26 | 27 | 28 | 29 | 30 |
| 31 |    |    |    |    |    |    |

| Пн | Вт | Ср | Чт | Пт | Сб | Вс |
|    | 1  | 2  | 3  | 4  | 5  | 6  |
| 7  | 8  | 9  | 10 | 11 | 12 | 13 |
| 14 | 15 | 16 | 17 | 18 | 19 | 20 |
| 21 | 22 | 23 | 24 | 25 | 26 | 27 |
| 28 | 29 | 30 |    |    |    |    |

| Пн | Вт | Ср | Чт | Пт | Сб | Вс |
|    |    |    | 1  | 2  | 3  | 4  |
| 5  | 6  | 7  | 8  | 9  | 10 | 11 |
| 12 | 13 | 14 | 15 | 16 | 17 | 18 |
| 19 | 20 | 21 | 22 | 23 | 24 | 25 |
| 26 | 27 | 28 | 29 | 30 | 31 |    |

## События

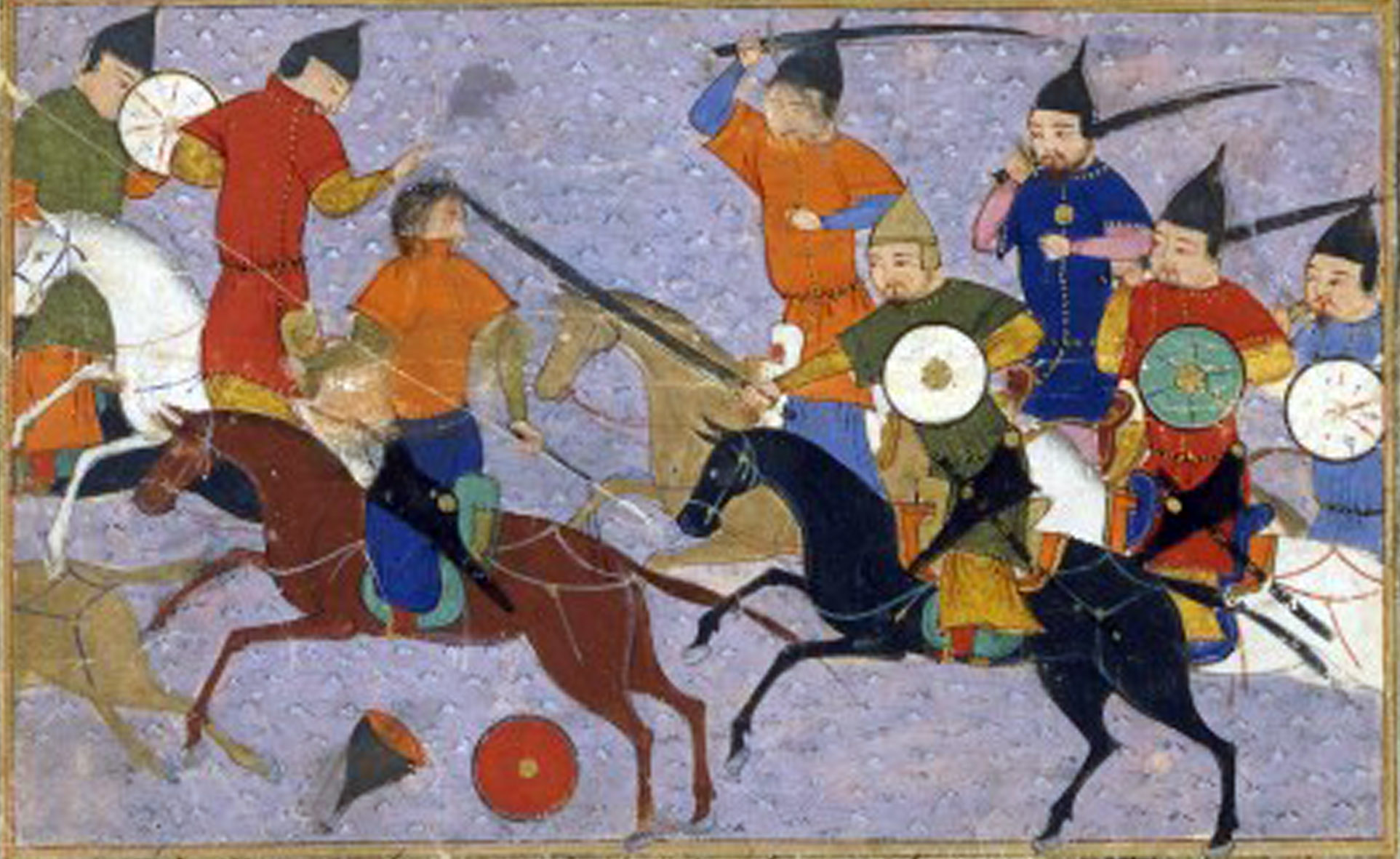
Монголы начинают войну с империей Цзинь Битва 1211 года

- 1201—1219 — война за антиохийское наследство. Серия вооружённых конфликтов между силами Боэмунда IV и Раймунда-Рубена и их союзников за антиохийский престол, произошедшие в Северном Леванте и Киликии[1].
- 1202—1214 — Англо-французская война. Вооруженный конфликт между Филиппом Августом и Иоанном Безземельным[2].
- 1209—1229 — Альбигойские крестовые походы, инициированные Римской католической церковью, по искоренению ереси катаров в исторической области нынешней Франции — Лангедок[3].
  - Наступление крестоносцев приостановилось, им не удалось взять Тулузу.
- 1211—1214 — началась Латино-никейская война. Вооруженное противостояние войск Латинской империи и Никейской империи. Первая получила поддержку от Трапезундской империи[4].
  - 15 октября — битва при Риндаке: войска Латинской империи наносят поражение никейцам.
- 1211—1234 — Монгольско-цзиньская война[5].
  - Вторжение войск Чингисхана в чжурчжэньскую империю Цзинь.
  - Весна — сражение у хребта Ехулин в котором была уничтожена кадровая армия империи Цзинь[6].
- 17 июня — битва при Алашехире. Сражение между войсками никейского императора Феодора I Ласкариса и армией турок-сельджуков под командованием конийского султана Кейхюсрева I[7].
- Ливонский крестовый поход: осада Вильянди и сражение при Трейдене. Крестоносцы не могут победить крепость Вильянди, но сумеют крестить районы Сакала и Уганди на юге Эстонии.
- Лембиту возглавляет борьбу эстонцев-сакаласцев против агрессии немецких рыцарей Ордена Меченосцев.
- Армяно-грузинская армия освобождает Сюник. Начало княжества Орбелянов.
- Тевтонцы приглашены венгерским королём Андрашем II в Трансильванию для защиты страны от набегов половцев.
- Присоединение части Оверни к французскому королевскому домену.
- Альберт, епископ Рижский, получил титул епископа Эстонии.
- Битва при Антиохии-на-Менандре: войска никейского императора Феодора I наносят поражение армии Конийского султаната под командованием султана Кей-Хосрова I и Алексея Ангела, бывшего императора Византии; султан гибнет в бою.[8] Алексей Ангел попал в плен и отправлен в монастырь Иакинфа.
- Найманский хан Кучлук захватил в плен своего тестя — гурхана каракитаев — и сосредоточил власть в своих руках.
- Первое упоминание города Вильянди.
- Первое упоминание города Бобрка.

## Русь
Правление: 1210—1212 — Всеволод Святославич Чермный
- 10 апреля — Агафья Всеволодовна, дочь великого князя Владимира Святославича Чермного выходит замуж за 23-летнего князя Юрия Всеволодовича, будущего великого владимирского князя. Венчание в Успенском соборе Владимира производит епископ Иоанн[9][10].
- 15 апреля (по другим данным 15 мая) — Константин Всеволодович, находившийся на свадьбе брата Юрия, узнаёт о большом пожаре в Ростове и спешно едет в свой город[11].
- Всеволод Большое Гнезда составляет первое завещание по которому: Юрий Всеволодович, как второй из сыновей должен получить Ростов, в то время как старший Константин Всеволодович, становится великим князем владимирским. Это не устраивает Константина, который требует себе оба города: и Ростов и Владимир. Рассерженный Всеволод меняет завещание[10].
- Великий князь владимирский Всеволод Большое Гнездо составляет новое завещание, производит раздел своего наследия: старший сын Константин Всеволодович, вопреки традиции, получает Ростов, а Юрий II Всеволодович — Владимир, что впоследствии привело к междоусобной войне между братьями[10][12].
- В Галиче сыны Игоря Святославича истребили боярскую верхушку (по летописным данным погибли 500 галицких бояр). Владислав Кормиличич обратился за помощью к венгерскому королю Андрашу II. Венгры захватили Галич и посадили на престол малолетнего Даниила Романовича, находившегося с матерью (вдовой Романа Мстиславича) и братом Василько Романовичем при дворе венгерского короля с 1207 года (по другим данным приглашены в 1209 году на княжение в г. Берестье)[13]. В этом же году в Галич прибывает вдова, что вызывает недовольство горожан, вылившееся в 1212 году возмущение, в результате чего они вновь были вынуждены бежать в Венгрию[14][15].
- 1211—1212 — Даниил Романович второй раз становится верховным правителем Галицко-Волынского княжества[14].
- Сентябрь — казнь братьев Игоревичей[13].
- Конец года — Даниил Галицкий с позволения короля едет в Польшу, где его принимают "с великой честью". Оттуда направляется в г. Каменец и здесь встречается с братом Василько Романовичем. При содействии Лешко V Белого Даниил и Василько берут у своего двоюродного брата Александра Всеволодовича города: Тихомль и Перемиль[13].
- Осада Звенигорода. Центральное событие венгро-польско-волынского похода на Галич, в результате которого Игоревичи были разбиты, а на галицкий престол посажен законный наследник Даниил Романович[16].
- Ингварь Ярославич княжит в гг. Луцке, Дорогобуже-Волынском и Шумске. Участвует в совете, созванном в Галиче венгерским королём Андрашем II[17].
- Русские купцы продали имение Залуку (Венгрия), ранее полученное ими по суду от крестьян, похитивших товар.
- Построена крепость Великие Луки имевшая стратегическое значение на подступах к Великому Новгороду и Псковуна границе с ВКЛ (отсюда название "оплечье Новгорода")[18].

## Начало правления
См.также: Список глав государств в 1211 году
- Делийский султанат — султан Шамс ад-Дин Ильтутмыш (до 1236)[19].
- Западная Ся — император Шэн-цзун (до 1223).
- Конийский султанат — Изз ад-Дин Кей-Кавус I (до 1220).
- Корё — Канджон (до 1213).

## Культура и религия
- 6 мая — заложен собор Нотр-Дам в Реймсе.
- 25 июля — заложена Домская церковь (собор Марас) в Риге. При ней основана первая в Латвии школа — так называемая домская (кафедральная) школа.
- Перестроена церковь Григория Просветителя в Ахпате.
- Закончен собор в Сантьяго-де-Компостела.
- Построен трёхнефный гавит в Санаине.
- Построен мавзолей имама аш-Шафии в Каире.
- Синодика болгарского царя Борила против богомильства.

## Родились
См. также: Категория:Родившиеся в 1211 году
- Агнесса Чешская — католическая святая.
- Генрих VII Гогенштауфен — старший сын Фридриха II Штауфена.
- Ибн-Хелликан — арабский историк (ум. 1282).

## Скончались
См. также: Категория:Умершие в 1211 году
- Алексей III Ангел — бывший византийский император.
- Гаваудан — трубадур.
- Евдокия Ангелина Комнина.
- Ибн Бадрун — арабский поэт и историк[20].